# Råstorp
Råstorp är en småort i Markaryds socken i Markaryds kommun i Kronobergs län belägen strax utanför Markaryd vid länsväg 15 (tidigare länsväg 117).
Där finns en lanthandel och en idrottsplats.